# Bruno Brazil
Pour les articles homonymes, voir Brazil.
 (mai 2017).
Si vous disposez d'ouvrages ou d'articles de référence ou si vous connaissez des sites web de qualité traitant du thème abordé ici, merci de compléter l'article en donnant les références utiles à sa vérifiabilité et en les liant à la section « Notes et références ».
Bruno Brazil est une série de bande dessinée franco-belge créée par Greg (scénario sous le pseudonyme de Louis Albert) et William Vance (dessin), publiée dans le magazine Tintin (périodique) entre 1967 et 1977 et éditée en 10 tomes aux éditions du Lombard pour la Belgique et Dargaud pour la France, entre 1969 et 1977.
La série est arrêtée en 1977 alors que Greg est installé aux États-Unis et qu'il abandonne ses séries les unes après les autres.
Les albums font l'objet d'une réédition au Lombard avec une nouvelle maquette et de nouvelles couleurs réalisées par Petra entre 1995 et 2001 avec en outre la publication d'un onzième tome contenant trois histoires courtes inédites en album et les premières planches de La Chaîne rouge, le dernier récit jamais terminé.
Une édition intégrale en trois tomes est publiée par Le Lombard en 2013 et 2014.
Pour Tintin Sélection, Jacques Acar écrit une nouvelle reprenant les personnages de la série, Demandez Papa Confucius, publié en deux parties dans les no 24 et 25 du périodique aux 3e et 4e trimestres 1974 et édité en album dans le tome 10.
En 2018, la série est relancée par le scénariste Laurent-Frédéric Bollée et le dessinateur Philippe Aymond sous le titre Les Nouvelles Aventures de Bruno Brazil, dont le premier album est publié en octobre 2019.

## Bruno Brazil - la série originelle
Scénario : Greg
Dessin : William Vance
Couleurs Petra (rééditions 1995)

### Historique
Nommé rédacteur en chef de l'hebdomadaire Tintin en 1966, Greg y crée de nombreuses séries, parmi lesquelles Bruno Brazil, dont la première histoire paraît en janvier 1967, qu'il signe sous le pseudonyme de Louis Albert afin d'éviter qu'on lui reproche de profiter de son poste pour favoriser son propre travail de scénariste. Il s'inspire alors manifestement du personnage de James Bond en créant un personnage d'agent secret élégant et solitaire. Greg confie le dessin à William Vance, un auteur « maison », qu'il avait déjà croisé à la rédaction du journal au début des années 1960 et qu'il avait revu à la fin de l'année 1966 au cours d'une exposition célébrant les vingt ans du magazine. Pour Vance, réaliser une bande dessinée se déroulant dans la période contemporaine est une première. Greg envisage la série sous forme de récits courts de cinq à sept planches chacun mais l'accueil des lecteurs est si enthousiaste qu'il décide de lancer un épisode en 44 planches.
La publication de l'épisode Le Requin qui mourut deux fois débute ainsi en mars 1968. Le personnage de Brazil y est précisé : il s'agit du meilleur agent de l'antenne américaine d'une organisation internationale de renseignement et de contre-espionnage dénommée alors simplement Les Services, dirigée par le colonel Lazarus D. Walsh. Le succès est au rendez-vous et Greg écrit immédiatement un second récit de 44 planches dans lequel il fait évoluer la série. En effet, pour cette nouvelle mission (détruire un émetteur pirate caché en pleine jungle sud-américaine), Brazil ne pourra agir seul et doit s'adjoindre des spécialistes qu'il choisira lui-même parmi d'anciennes connaissances, dont certaines peu recommandables, et également son jeune frère tout juste sorti d'une école militaire. Il baptise son groupe d'intervention du nom de Commando Caïman, l'image envoyée sur les télévisions du monde entier par l'émetteur pirate était celle d'un caïman) Greg reprend là un thème classique de la littérature et du cinéma d'aventure (Les Sept mercenaires, Les Douze salopards) où le héros recrute un groupe hétérogène d'individus peu recommandables qui acceptent de s'allier à lui pour des raisons diverses propres à chacun d'eux.
La série a alors trouvé son style définitif, les membres du commando devenant des héros récurrents, et les épisodes s'enchaînent au rythme d'un par an jusqu'en 1977. Tout d'abord publiés dans la collection brochée Jeune Europe du Lombard, elle obtient sa propre série d'albums cartonnés à partir du troisième tome, Les yeux sans visage en 1971.
Avec l'album Des caïmans dans la rizière, Greg fait encore évoluer la série en humanisant le personnage de Bruno Brazil qui épouse une française, Gina Loudeac, avec laquelle il adopte un jeune thaïlandais, Maï, et surtout en osant supprimer un membre du Commando Caïman, ce qui était alors impensable dans la bande dessinée franco-belge. Vance, trouvant que les personnages étaient trop nombreux, suggère à Greg de faire disparaître le personnage de Texas Bronco qu'il estime le moins sympathique mais Greg décide au contraire de supprimer un personnage sympathique et c'est ainsi que « Big Boy » Lafayette est tué dans les rizières, au grand dam des lecteurs qui envoient des lettres d'insultes à William Vance. Greg continue sur sa lancée dans l'épisode Quitte ou double pour Alak 6 où il fait mourir Billy Brazil et Texas Bronco, et mutile gravement Whip Rafale et Tony Nomade, décimant ainsi, dans le dernier épisode paru de la série, la quasi-totalité du Commando Caïman.
Alors que la série rencontre toujours un véritable succès tant dans le journal qu'en albums, Greg l'abandonne en 1977. À cette époque, il est directeur littéraire aux éditions Dargaud depuis deux ans. Promu responsable du bureau américain de l'éditeur, il s'installe à New York pour y promouvoir la bande dessinée européenne et délaisse peu à peu ses séries. William Vance ne reçoit plus le scénario de l'épisode en cours, La Chaîne rouge, et abandonne le dessin après six planches pour se consacrer à Bob Morane qu'il a continué à dessiner en parallèle, puis à XIII. Par la suite, alors que William Vance était occupé sur XIII, Greg a reconnu regretter « énormément » d'avoir abandonné Bruno Brazil.

### Description

#### Résumé
Bruno Brazil travaille pour la section américaine d'une agence de renseignement et de contre-espionnage internationale dénommée W.S.I.O. (World Security International Office). Présenté initialement comme un agent solitaire inspiré de James Bond ou OSS 117, « élancé, la chevelure prématurément blanchie, le smoking bien ajusté », il s'entoure rapidement d'une équipe de spécialistes, baptisée Commando Caïman, avec lesquels il va mener à bien des missions périlleuses et délicates aux quatre coins du monde.

#### Personnages
- Bruno Brazil : le héros, vieux baroudeur de l'espionnage.
- Gaucho Morales : truand doué, il est engagé pour ses talents et ses contacts.
- Whip Rafale : experte du maniement du fouet, elle travaillait dans un cirque avant d'être recrutée par Bruno Brazil.
- Texas Bronco : fort comme un bœuf, il participait à des rodéos avant d'être recruté.
- Billy Brazil : jeune frère de Bruno, tout frais sorti de l’académie militaire.
- Lafayette dit « Big Boy » : un ancien jockey roublard, adepte de la bille d'acier montée sur son yoyo.
- Tony Nomade dit « le Nomade » : arrivé pour remplacer Big Boy, lequel a été tué (à la fin du tome 7) dans une rizière.
- Le colonel Lazarus D. Walsh dit « Colonel L »: le supérieur de Bruno Brazil, chef de la section américaine du W.S.I.O. Les deux hommes se sont connus bien avant la création des Caïmans (voir Dossier Bruno Brazil).

### Publication

#### Périodiques
- Le Journal de Tintin
- Kuifje (en flamand)
- Tintin Sélection nos 24-25 (roman)

#### Albums

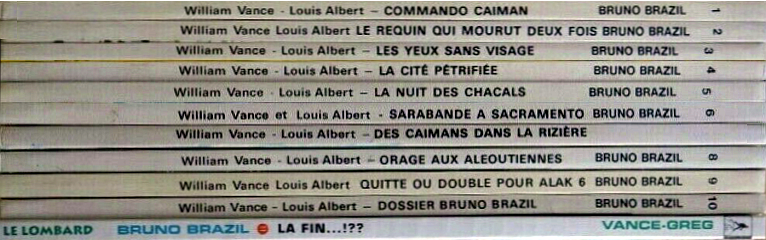
Les onze albums de Bruno Brazil.

1. Le Requin qui mourut deux fois, coll. « Jeune Europe » no 59, broché, couverture souple, 1969
  - réédition cartonnée avec nouvelle couverture, 1975
  - réédition avec nouvelles couleurs, nouvelle couverture et nouvelle 4e de couverture, 1995  (ISBN 2-8036-1146-5)
2. Commando Caïman, coll. « Jeune Europe » no 66, broché, couverture souple, 1970
  - réédition cartonnée avec nouvelle couverture, 1976
  - réédition avec nouvelles couleurs, nouvelle couverture et nouvelle 4e de couverture, 1995 (ISBN 2-8036-1147-3)
3. Les Yeux sans visage, les 4es de couverture des éditions belge et françaises sont différentes, 1971
  - réédition avec nouvelle 4e de couverture, 1978
  - réédition avec nouvelles couleurs, nouvelle couverture et nouvelle 4e de couverture, 1996 (ISBN 2-8036-1225-9)
4. La Cité pétrifiée, 1972
  - réédition avec nouvelle 4e de couverture, 1985 (ISBN 2-8036-0206-7)
  - réédition avec nouvelles couleurs, nouvelle couverture et nouvelle 4e de couverture, 1997 (ISBN 2-8036-1230-5)
5. La Nuit des chacals, 1973
  - réédition avec nouvelle 4e de couverture, 1978
  - réédition avec nouvelles couleurs, nouvelle couverture et nouvelle 4e de couverture, 1998 (ISBN 2-8036-1335-2)
6. Sarabande à Sacramento, 1974
  - réédition avec nouvelle 4e de couverture, 1982
  - réédition avec nouvelles couleurs, nouvelle couverture et nouvelle 4e de couverture, 1999 (ISBN 2-8036-1359-X)
7. Des caïmans dans la rizière, 1975 (ISBN 2-205-00937-0))
  - réédition avec nouvelles couleurs, nouvelle couverture et nouvelle 4e de couverture, 2000 (ISBN 2-8036-1382-4)
8. Orage aux Aléoutiennes, 1976 (ISBN 2-8036-0211-3)
  - réédition avec nouvelles couleurs, nouvelle couverture et nouvelle 4e de couverture, 2000 (ISBN 2-8036-1512-6)
9. Quitte ou double pour Alak 6, 1977 (ISBN 2-205-01077-8)
  - réédition avec nouvelles couleurs, nouvelle couverture et nouvelle 4e de couverture, 2001 (ISBN 2-8036-1627-0)
10. Dossier Bruno Brazil, 1977 (ISBN 2-205-01079-4)[7]
  - réédition avec nouvelles couleurs, nouvelle couverture et nouvelle 4e de couverture, 2001 (ISBN 2-8036-1647-5)
11. La Fin…!??, 1995 (ISBN 2-8036-1156-2)

Hors-série : Ne tuez pas les immortels, recueil d'histoires courtes, 50 pl. noir et blanc grand format, édition limitée à 375 exemplaires numérotés et signés, 1993
Intégrale :
1. Intégrale 1, reprend les tomes 1 à 4, avec dossier de 27 pages rédigé par Jacques Pessis, 2013  (ISBN 978-2-8036-3101-8)
2. Intégrale 2, reprend les tomes 5 à 8, avec dossier de 30 pages rédigé par Jacques Pessis, 2013  (ISBN 978-2-8036-3123-0)
3. Intégrale 3, reprend les tomes 9 à 11, les récits courts (Une fleur pour cible, Piège sous globe, Réseau Diamant, Le Bouclier de verre, Les Poupées ont la vie dure, À un poil près, Ne tuez pas les immortels, Fausses manœuvres et vraies embrouilles), les 6 planches dessinées par Vance et les 14 pages de scénario de Greg de La Chaîne rouge, la nouvelle illustrée Demandez Papa Confucius de Jacques Acar, avec dossier de 22 pages rédigé par Jacques Pessis, 2014  (ISBN 978-2-8036-3394-4)

#### Éditeurs
Jusqu’en 1977, les albums sont publiés en France par Dargaud et en Belgique par les Éditions du Lombard.
- Dargaud et Éditions du Lombard (collection « Jeune Europe ») : tomes 1 et 2 (première édition des tomes 1 et 2)
- Dargaud et Éditions du Lombard : tomes 1 à 10 (première édition des tomes 3 à 10)
- Le Lombard : tomes 1 à 11 (nouvelles maquettes de couverture ; première édition du tome 11)
- Gibraltar : hors-série

## Les Nouvelles Aventures de Bruno Brazil
Après un arrêt de plus de quarante ans, Le Lombard relance en 2019 la série sous le titre Les Nouvelles Aventures de Bruno Brazil.
Scénario : Laurent-Frédéric Bollée
Dessin : Philippe Aymond
Couleurs : Didier Ray (tome 1) et Philippe Aymond (tome 2)

### Description

#### Résumé
Gravement affecté par le fait que ses amis du Commando Caïman ont été tués ou gravement mutilés, Bruno Brazil a sombré dans la dépression. Alors que tous les anciens ennemis du commando sont mystérieusement assassinés, Brazil, assisté de Gaucho Morales, doit reprendre du service et reformer son équipe…

#### Personnages
- Bruno Brazil
- Gaucho Morales
- Whip Rafale
- Tony Nomade dit « le Nomade »
- Le colonel L

### Publication

#### Périodiques
- L'Immanquable : tome 1 prépublié du no 105 au no 107

#### Albums
1. Black Program, tome 1
Édition originale : 54 planches soit 56 pages, 24,1 × 31,8 cm, 2019 (DL 09/2019)  (ISBN 978-2-8036-7542-5)
Édition limitée : 68 pages (les planches de l'album, 6 pages de croquis et recherches et les 6 planches de l'album inachevé La Chaîne Rouge par William Vance et Greg), 31 × 41 cm, noir et blanc, version Luxe tirée à 200 exemplaires numérotés et signés avec un ex-libris numéroté, Khani Éditions, 2019 (DL 11/2019)  (ISBN 978-2-87571-048-2)
2. Black Program, tome 2, 54 planches soit 56 pages, 24,1 × 31,8 cm, 2020 (DL 10/2020)  (ISBN 978-2-8036-7708-5)

#### Éditeur
Le Lombard